# Chordify
Chordify is een online muziekdienst van Nederlandse origine die automatisch akkoorden genereert bij muziekbestanden. 

## Geschiedenis
Het platform werd in 2013 in Groningen gelanceerd door Bas de Haas, Tijmen Ruizendaal, Gijs Bekenkamp en Dion ten Heggeler, voortkomend uit onderzoek aan de Universiteit Utrecht.

## Functionaliteit
Het platform gebruikt algoritmes om via audioanalyse akkoorden te identificeren en synchroniseert deze met platforms als YouTube, Deezer en SoundCloud. De dienst is meertalig en biedt akkoordweergave voor gitaar, piano en ukelele.

## Organisatie
Chordify is gevestigd in Groningen en Utrecht en is beschikbaar als website en als iOS- en Android-app. In 2023 meldde de Groninger Ondernemers Courant dat het platform wereldwijd meer dan acht miljoen gebruikers had.

## Erkenning
Chordify werd in 2019 bekroond met de Innovatieprijs tijdens Popgala Noord. In 2022 was het finalist bij de AFAS Young Business Award.